# Dr. Oetker
Dr. Oetker este o companie producătoare de aditivi alimentari din Germania.

## Dr. Oetker în România
Compania activează în România din anul 1998 când a preluat firma Regal Corporation.
Patru ani mai târziu a deschis și o unitate de producție lângă Curtea de Argeș, unde se produc majoritatea produselor comercializate pe plan local.
Dr.Oetker a achiziționat în 2007 și Inedit Food din Cetățeni, județul Argeș, companie activă pe piața produselor din soia.
În anul 2014, Dr. Oetker era cel mai mare jucător de pe piața locală a aditivilor alimentari, cu afaceri de 55 milioane euro pe an.